# Distrito electoral federal 2 de Tamaulipas
El II Distrito Electoral Federal de Tamaulipas es uno de los 300 distritos electorales en los que se encuentra dividido el territorio de México y uno de los 9 en los que se divide el estado de Tamaulipas. Su cabecera es Reynosa.
Está formado por la zona urbana del municipio de Reynosa.

## Diputados por el distrito
- LIII Legislatura
  - (1985 - 1988): Emilio Jorge García Cordero
- LIV Legislatura
  - (1988 - 1991): José Elías Leal
- LV Legislatura
  - (1991 - 1994): Oscar Luebbert Gutiérrez
- LVI Legislatura
  - (1994 - 1997): Eliezar García Sáenz
- LVII Legislatura
  - (1997 - 2000): Armando Garza Cantú
- LVIII Legislatura
  - (2000 - 2003): Francisco García Cabeza de Vaca
- LIX Legislatura
  - (2003 - 2006): Maki Esther Ortiz Domínguez
- LX Legislatura
  - (2006 - 2009): Raúl García Vivian
- LXI Legislatura
  - (2009 - 2010):  Everardo Villarreal Salinas 
  - (2010 - 2012): Laura Felícitas García Dávila    (Sustituta)
- LXII Legislatura
  - (2012 - 2015): Humberto Armando Prieto Herrera
- LXIII Legislatura
  - (2015 - 2018): María Esther Camargo Félix
- LXIV Legislatura
  - (2018 - 2021): Olga Juliana Elizondo Guerra
- LXV Legislatura
  - (2021 - 2024): Olga Juliana Elizondo Guerra   (2021-)[1]

## Elecciones de 2009
|  | Partido Acción Nacional                        |  | Gerardo Peña Flores               |
|  | Partido Revolucionario Institucional           |  | Everardo Villarreal Salinas Hecho |
|  | Partido de la Revolución Democrática           |  | Alfonso de León Perales           |
|  | Coalición Salvemos a México (PT, Convergencia) |  | Héctor Martín Garza González      |
|  | Partido Verde Ecologista de México             |  | Óscar Martín Aldrete García       |
|  | Partido Nueva Alianza                          |  | San Juana de León Zapata          |
|  | Partido Socialdemócrata                        |  | Marcos Heredia Medrano            |